# Franc monegasc
El franc monegasc (en francès franc monégasque o, simplement, franc) és l'antiga moneda de Mònaco, que fou substituïda per l'euro l'1 de gener del 1999 i desapareguda definitivament de la circulació el 28 de febrer del 2002, a una taxa de canvi d'1 euro per 6,5596 francs.
El franc es dividia en 100 cèntims (en francès centimes, singular centime). El codi ISO 4217 era MCF, i s'usaven els símbols ₣ o F i l'abreviatura fr.
A l'època del canvi a l'euro, el 2002, en circulaven les monedes de 10, 20 i 50 cèntims i d'1 i 5 francs amb l'efígie del príncep Rainier III, però no bitllets. Aquestes monedes s'encunyaven a la Casa de la Moneda de París (Monnaie de Paris); les primeres emissions daten de 1837. De bitllets monegascos només se'n van emetre entre 1920 i 1921.
El franc monegasc estava lligat al franc francès amb una taxa de canvi fixa (1 MCF = 1 FRF) mitjançant un acord monetari i s'usava conjuntament amb la moneda francesa, del mateix valor, amb la qual era intercanviable.

Monedes
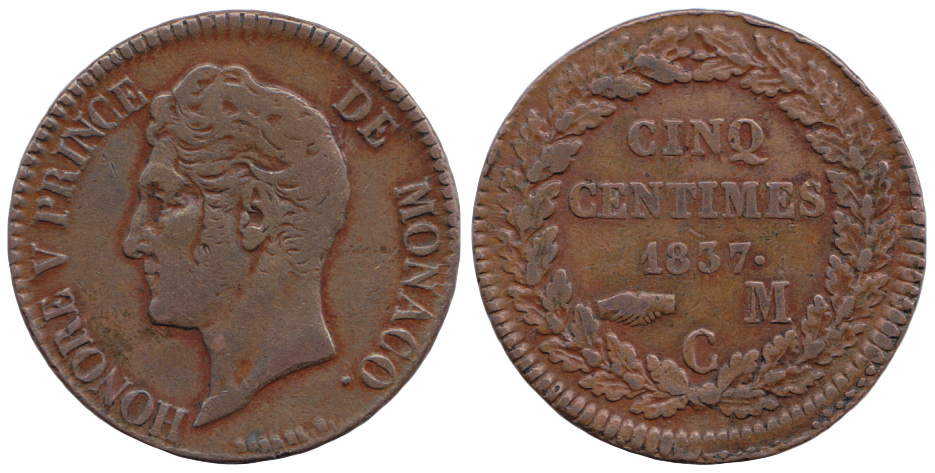
5 cèntims, de Honoraté V (1837)
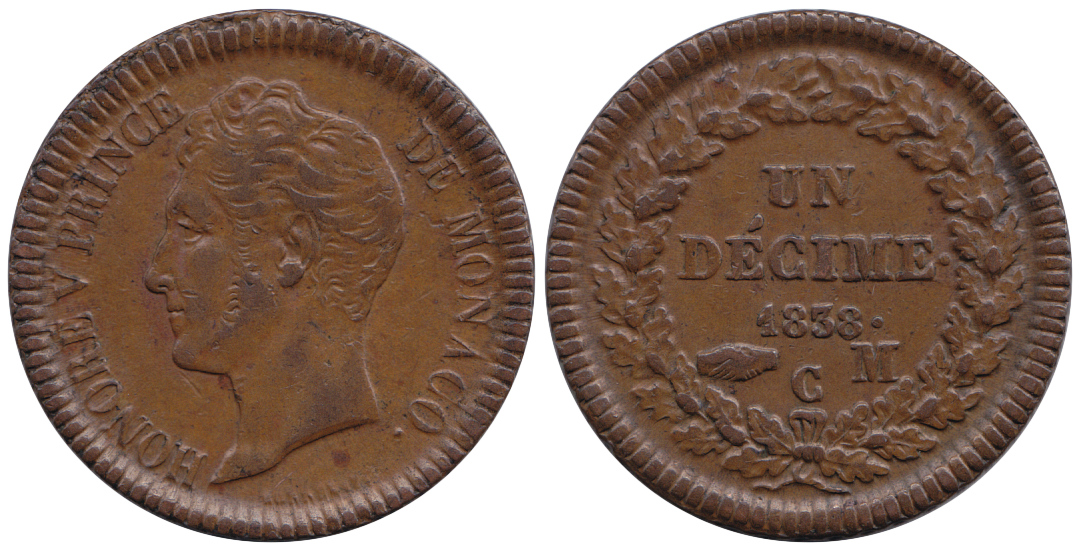
10 cèntims (dèsim), de Honoraté V (1835)